# Leontios II
Leo (Grieks: Λέων, Leōn) (? - 15 februari 706), bekend als Leontios II1 (Grieks: Λεόντιος), was van 695 tot 698 keizer van het Byzantijnse Rijk. Hij werd door de aristocratie op de troon van Byzantium gezet, nadat Justinianus II in ballingschap gestuurd was.
De interne moeilijkheden gaven de Arabieren de kans flink winst te boeken. Zij braken door in Afrika en namen Carthago in 697 in. Leontios zond in allerijl een vloot die tijdelijk weer het Byzantijns gezag herstelde maar het volgend jaar raakte Byzantium de rijke provincie voorgoed kwijt. (Slag bij Carthago (698)).  De nederlaag veroorzaakte weer een opstand en in 698 kwam met steun van de Groenen Tiberios II aan de macht. Leontios verdween zonder neus in een klooster. Na de terugkeer van Justinianus II in 705 werd hij door hem samen met Tiberios publiekelijk bespot en ter dood gebracht.
1Indien de usurpator Leontios I niet wordt meegerekend wordt Leontios II niet genummerd.